# Sydney Martineau
Sydney Martineau (ur. 6 stycznia 1863 w Clapham, zm. 19 grudnia 1945 w Westminster) – brytyjski szermierz, srebrny medalista olimpijski. 
Na igrzyskach olimpijskich w Londynie w 1908 roku odpadł w drugiej rundzie turnieju indywidualnego szpadzistów. Na rozgrywanych cztery lata później igrzyskach olimpijskich w Sztokholmie Brytyjczycy w składzie: Edgar Seligman, Robert Montgomerie, Percival Davson, Arthur Everitt, Sydney Martineau i Martin Holt zajęli drugie miejsce w szpadzie drużynowej. Startował tam również w szpadzie indywidualnej i we florecie indywidualnym, w obu przypadkach odpadając w pierwszej rundzie.
Trzykrotnie stawał na podium mistrzostw kraju, w latach 1910 i 1920 był drugi, a w 1909 trzeci w szpadzie.
Nie zdobył medalu mistrzostw świata. 